# Christopher Duffy
Christopher Duffy (ur. 1936, zm. w listopadzie 2022) – brytyjski historyk wojskowości i pisarz.

## Życiorys
Studiował historię w Balliol College Uniwersytetu Oksfordzkiego (doktorat). W 1961 objął stanowisko wykładowcy w Royal Military Academy Sandhurst. Został starszym wykładowcą Department of War Studies and International Affairs. Pełnił funkcję głównego sekretarza British Commission for Military History oraz wiceprezydenta Military History Society of Ireland. Pomiędzy 1996 i 2001 był profesorem De Montfort University, Leicester. Jego zainteresowania naukowe dotyczyły przede wszystkim historii sił zbrojnych Prus, Niemiec i Austrii. Po zakończeniu pracy na uniwersytecie Leicester poświęcił się badaniom nad historią powstania jakobickiego 1745 i opublikował dwie książki na jego temat, poza drobniejszymi pracami dotyczącymi jakobitów. Pomiędzy 2014 a 2016 był prezesem 1745 Association.

## Książki przełożone na język polski[4]
- Czerwony szturm na Rzeszę (2007)
- Chwała Prus. Rossbach i Lutynia 1757 (2015)
- Orły nad Alpami. Suworow we Włoszech i Szwajcarii w 1799 roku (2015)
- Fryderyk Wielki. Biografia wojskowa (2017)
- Wojna oblężnicza 1660–1789. Twierdze w epoce Vaubana i Fryderyka Wielkiego (2017)
- Armia Fryderyka Wielkiego (2019)
- Wojna oblężnicza 1494–1660. Twierdze w świecie nowożytnym (2020)